# Handbook Germany
Handbook Germany : Together ist eine mehrsprachige Online-Plattform für Information, Beratung und Austausch für Neuzugewanderte in Deutschland. Zielgruppe der Plattform sind Menschen, die weder aus einem EU-Mitgliedsstaat noch aus dem Europäischen Wirtschaftsraum (EWR) kommen und in Deutschland eine Bleibeperspektive haben. Ziel der Plattform ist es, Zugewanderte bei ihrer Integration zu unterstützen, indem sie über ihre Rechte und Pflichten in Deutschland informiert werden. Alle Inhalte des Projekts sind in den Sprachen Deutsch, Englisch, Farsi/Dari, Pashto, Französisch, Türkisch, Russisch, Arabisch und Ukrainisch verfügbar.  

## Hintergrund
Die Online-Plattform wird auf Projektbasis entwickelt und betrieben. Projektträger ist der Verein Neue deutsche Medienmacher*innen. Die Webseite handbookgermany.de ging am 1. Februar 2017 online. In der damaligen Förderperiode (vom 1. September 2016 bis zum 31. Dezember 2022) trug das Projekt offiziell den Namen „Zentrale Informationsplattform für Flüchtlinge www.handbookgermany.de“ und wurde durch die Beauftragte der Bundesregierung für Migration, Flüchtlinge und Integration gefördert.
In der Förderperiode vom 1. Januar 2023 bis zum 31. Dezember 2025 wurde die Informationsplattform „Handbook Germany“ zusammen mit dem Forum „Together in Germany“ und der Suchmaschine mit Beratungs- und Unterstützungsangeboten „Local Search“ Teil des Projekts Handbook Germany: Together – Zentrale digitale Anlaufstelle (HBGT).
Das Projekt Handbook Germany: Together – Zentrale digitale Anlaufstelle (HBGT) wird kofinanziert vom Asyl-, Migrations- und Integrationsfonds (AMIF) der EU und gefördert durch das Bundesministerium des Innern und für Heimat, die Beauftragte der Bundesregierung für Migration, Flüchtlinge und Integration zugleich Beauftragte der Bundesregierung für Antirassismus sowie das International Rescue Committee.
Bis Ende November 2024 existierten die Informationsplattform „Handbook Germany“ und das Community-Forum „Together in Germany“ als zwei getrennte Websites, obwohl sie zu einem Projekt gehörten. Ende November 2024 wurden sie unter handbookgermany.de zusammengeführt.

## Inhalte
Die Plattform bietet Neuzugewanderten vor allem Orientierungshilfen beim Ankommen und im Alltag in Deutschland. Stand März 2025 deckte sie sieben verschiedene Kategorien ab: Arbeit, Migration, Wohnen, Familie, Leben, Bildung und Gesundheit. Das Projekt betreibt außerdem Sonderseiten „Erste Schritte in Deutschland“, „Informationen für Fachkräfte“, „Ausbildung im Fokus“ und „Ukraine“. Die Plattform bündelt zudem passende Hilfs- und Informationsangebote von Behörden, Hilfsorganisationen und Vereinen.
Das Community-Forum von handbookgermany.de bietet Nutzer*innen die Möglichkeit, nach einer Registrierung Fragen zu stellen und Erfahrungen auszutauschen. Community-Manager*innen der Plattform beantworten die Fragen gemeinsam mit Expert*innen.
Mit der Datenbank Local Search kartiert Handbook Germany zudem deutschlandweite Unterstützungsangebote für Zugewanderte und macht diese durch eine mehrsprachige und niedrigschwellige Suchmaschine für die Zielgruppen sichtbar.
Das Projekt hat im Laufe der Jahre mehrere Sonderprojekte ins Leben gerufen. So wurden in der Reihe Phrase of the Day animierte Clips veröffentlicht, in denen die Darsteller*innen deutsche Redewendungen, wie zum Beispiel „Ich steh auf dich“ oder „Ich bin hundemüde“, erklärten. Anhand animierter Filme in der von der Bundeszentrale für politische Bildung geförderten Reihe Was wäre, wenn…? wurde das Grundgesetz vermittelt.
Seit Beginn der Corona-Pandemie werden zielgruppengerechte Informationen zu COVID-19 und den Auswirkungen auf den Alltag herausgebracht. In dieser Zeit entstanden auch die von der Robert-Bosch-Stiftung geförderte Videoreihe Was sagt die Wissenschaft? und das Multimedia-Format Fake News erkennen. Beide dienen dazu, Fake News und Gerüchten vorzubeugen und Falschinformationen aktiv entgegenzuwirken.
Inhaltlich beteiligte Partner*innen sind neben den Neuen deutschen Medienmacher*innen das IQ-Netzwerk, das Bundesministerium für Arbeit und Soziales, Pro Asyl, die Internationale Organisation für Migration und bridge – Berliner Netzwerke für Bleiberecht.

## Zielgruppen und Ansprache
Zielgruppe des Projekts sind Menschen, die weder aus einem EU-Mitgliedsstaat noch aus dem Europäischen Wirtschaftsraum (EWR) kommen und in Deutschland eine Bleibeperspektive haben.
Bei den Inhalten, der Redaktion und Kommunikation mit den Nutzer*innen wird ein Peer-to-Peer-Ansatz verfolgt. Das Team besteht größtenteils aus Personen, die selbst eine Einwanderungs- oder Fluchterfahrung haben. Sie sprechen also nicht nur die Zielsprachen der Plattform, sondern kennen auch die Probleme und Bedürfnisse von Menschen aus ihren Communities aus eigener Erfahrung. Anstatt auf institutioneller Ebene zu kommunizieren, werden die Informationen von Menschen aus den jeweiligen Zielgruppen recherchiert, redaktionell bearbeitet und präsentiert. Zudem treten in den Informationsvideos ausschließlich Protagonisten und Protagonistinnen aus den Communities auf.

## Rezeption
Verschiedentlich wurde kritisiert, dass das Portal ausreisepflichtigen Ausländern Tipps gibt, wie sie sich einer Abschiebung entziehen können, und trotzdem lange Zeit durch öffentliche Gelder gefördert wurde. Dies konterkariere auch die behaupteten Ziele der Bundesregierung. Allerdings werden – entgegen mancher Falschmeldungen – keine direkten Aufrufe zum Bruch von Gesetzen gegeben. Die Förderung der Plattform wurde sowohl von der Teilen der Koalitionsparteien als auch von der Opposition kritisiert. Auch Bundeskanzler Olaf Scholz distanzierte sich direkt von der Förderung, die allerdings für die asylbezogenen Themen der Plattform bereits 2022 ausgelaufen ist.

## Publikationskanäle
Wie zahlreiche Studien in den letzten Jahren gezeigt haben, nutzen Zugewanderte für ihre Erstorientierung sowie als Informationsquelle überdurchschnittlich häufig soziale und digitale Medien. Darum werden die Videoinhalte vor allem über Social-Media-Kanäle wie Facebook, YouTube, Instagram und TikTok verbreitet. Außerdem wird auf diese Weise der Peer-to-Peer-Ansatz des Projekts gestärkt, da nicht über offizielle Stellen und Kanäle, sondern „auf Augenhöhe“ mit den Nutzern kommuniziert wird. Das Design der Website ist außerdem auf mobile Nutzung ausgerichtet.

## Auszeichnungen
2017 wurde Handbook Germany vom Projekt Medien & Migration NRW im Rahmen des Film Festival Cologne als „Bestes Engagement einer Initiative/Institution“ ausgezeichnet.
2018 erhielt Handbook Germany den Deutschen Digital Award für Branded Content (Bronze) vom Bundesverband Digitale Wirtschaft (BVDW) e.V.
2018 gewann Handbook Germany Gold beim Deutschen Preis für Onlinekommunikation in der Kategorie Corporate Responsibility.
2019 erlangte Handbook Germany den ersten Preis beim Smart Hero Award in der Kategorie „Vielfalt und Chancengleichheit“.